# Kanton Gien
Kanton Gien is een kanton van het Franse departement Loiret. Het kanton maakt deel uit van het arrondissement Montargis.

## Gemeenten
Het kanton Gien omvatte tot 2014 de volgende 11 gemeenten:
- Boismorand
- Coullons
- Gien (hoofdplaats)
- Langesse
- Le Moulinet-sur-Solin
- Les Choux
- Nevoy
- Poilly-lez-Gien
- Saint-Brisson-sur-Loire
- Saint-Gondon
- Saint-Martin-sur-Ocre

Na de herindeling van de kantons door het decreet van 25 februari 2014 met uitwerking op 22 maart 2015 omvat het volgende 26 gemeenten:
- Adon
- Autry-le-Châtel
- Batilly-en-Puisaye
- Beaulieu-sur-Loire
- Boismorand
- Bonny-sur-Loire
- Breteau
- Briare
- La Bussière
- Cernoy-en-Berry
- Champoulet
- Châtillon-sur-Loire
- Les Choux
- Dammarie-en-Puisaye
- Escrignelles
- Faverelles
- Feins-en-Gâtinais
- Gien
- Langesse
- Le Moulinet-sur-Solin
- Nevoy
- Ousson-sur-Loire
- Ouzouer-sur-Trézée
- Pierrefitte-ès-Bois
- Saint-Firmin-sur-Loire
- Thou